# دان لاستسين
دان لاستسين (بالإنجليزية:Dan Laustsen) هو مصور سينمائي دنماركي وهو عضو في الجمعية الدنماركية للمصورين السينمائيين والجمعية الأمريكية للمصورين (ASC) منذ عام 2017.
دان حاصل على العديد من الجوائز منها جائزة جائزة بوديل  حيث بدء مسيرته المهنية بنجاح في أفلام محلية ثم إختاره تشاد ستاهيلسكي للإشراف علي تصوير سلسلة أفلام جون ويك.